# Anthurium hagsaterianum
Anthurium hagsaterianum là một loài thực vật có hoa trong họ Ráy (Araceae). Loài này được Haager miêu tả khoa học đầu tiên năm 1991.